# Cosmarium dentatum
Cosmarium dentatum  là một loài Song tinh tảo trong họ Desmidiaceae, thuộc chi Cosmarium.